# Переглянутий Новий загальний каталог
Перегля́нутий Нови́й зага́льний катало́г (англ. Revised New General Catalogue або RNGC) і його додаток — переглянутий Індекс-каталог (англ. Revised Index Catalogue або RIC) — перероблені редакції оригінального Нового загального каталогу та Індекс-каталогів, створених Д. Л. Е. Дрейером. Деякі значення яскравості об'єктів були обмірювані Дрейером недостатньо точно; крім того, для деяких об'єктів були дані не цілком чіткі опису. Ці недоліки були усунені в переглянутих редакціях. 
Дані каталоги є найпопулярнішими каталогами об'єктів далекого космосу в аматорів астрономії. Вони також використовуються в більшості електронних планетарій як джерела даних про цих об'єктах.